# Droga krajowa nr 81 (Węgry)
Droga krajowa nr 81 (węg. 81-es főút) – droga krajowa w komitatach Fejér, Komárom-Esztergom i Győr-Moson-Sopron w północno-zachodnich Węgrzech. Długość trasy wynosi 87 km.

## Miejscowości leżące przy trasie
- Székesfehérvár – skrzyżowanie z 7
- Mór (obwodnica)
- Kisbér – skrzyżowanie z 13
- Győr – skrzyżowanie z M1 (węzeł Győr-Székesfehérvár) i z 1